# Carotene 7,8-desaturasi
La Carotene 7,8-desaturasi è un enzima appartenente alla classe delle ossidoreduttasi, che catalizza la seguente reazione:
neurosporene + AH2 + O2 ⇄ licopene + A + 2 H2O
Agisce anche sul ζ-carotene due volte, per generare licopene e convertire il β-zeacarotene in γ-carotene, ed il pro-ζ-carotene in prolicopene (mediante doppia reazione)